# Liste der Naturdenkmale in Sinn (Hessen)
Die Liste der Naturdenkmale in Sinn nennt die auf dem Gebiet der Gemeinde Sinn (Hessen) gelegenen Naturdenkmale. Sie sind nach dem Hessischen Gesetz über Naturschutz und Landschaftspflege (Hessisches Naturschutzgesetz – HAGBNatSchG) § 12 geschützt und bei der unteren Naturschutzbehörde des Lahn-Dill-Kreises (Abteil Umwelt, Natur und Wasser) eingetragen.
| Bild            | Bezeichnung              | Ortsteil, Lage                            | Beschreibung | Art | Nr. |
| --------------- | ------------------------ | ----------------------------------------- | --- | --- | --- |
| Fotos hochladen | Lindengruppe Fleisbach   | Fleisbach 50° 38′ 22,6″ N, 8° 18′ 45,9″ O | Lindengruppe am Sportplatz in Fleisbach. Gepflanzt Anfang der 1930er Jahre als Maßnahme der Arbeitsbeschaffung. Schutzgrund: Schönheit, landeskundliche Bedeutung. Grundeigentum: Sportverein |     | 198 |
| Fotos hochladen | Rotbuche Fleisbach       | Fleisbach 50° 38′ 35,1″ N, 8° 17′ 15,6″ O | Hohe, schön gewachsene Rotbuche am Rand eines Rückeweges. Schutzgrund: Schönheit, Eigenart. Grundeigentum: Graf Oppersdorff-Solms-Baunfels                                                    |     | 199 |
| Fotos hochladen | Wacholderheide Fleisbach | Fleisbach 50° 38′ 25,8″ N, 8° 18′ 15″ O   | Heidefläche mit Birken, Kiefern und Heckenrosen Schutzgrund: Seltenheit, Schönheit. Kulturhistorische Bedeutung als Zeugnis historischer Landnutzung durch Schafbeweidung                     |     | 138 |